# Erster Vertrag von San Ildefonso
Der erste Vertrag von San Ildefonso zwischen Spanien und Portugal wurde am 1. Oktober 1777 im Schloss La Granja de San Ildefonso unterzeichnet. Er regelte Territorialansprüche über die Kolonie Sacramento in der Region La Plata im heutigen Uruguay, ebenso über die Inseln Annobón und Fernando Póo im Golf von Guinea und andere Territorien an der Küste Nigerias sowie den Meeresarmen des Ogooués im Austausch für einen spanischen Rückzug aus dem Süden Brasiliens. 
Dieser Vertrag bedeutete eine Annäherung der beiden iberischen Monarchen, der portugiesischen Königin Maria I. und des spanischen Königs Carlos III., nach Jahrzehnten der Spannungen und Auseinandersetzungen seit der portugiesischen Unabhängigkeit 1640 und der portugiesisch-englischen Allianz. Der Vertrag gab die vom Marquês de Pombal erhobenen territorialen Ansprüche auf und bestätigte nochmals den Vertrag von Madrid von 1750.

## Ausgaben
- Tratado preliminar de paz, e de limites na America Meridional, relativo aos estados, que nella possuem as coroas de Portugal, e de Hespanha, assinado em Madrid pelos plenipotenciarios de Suas Magestades Fidelissima, e Catholica, em o primeiro de outubro de MDCCLXXVII, e ratificado por ambas as Magestades. Regia Officina Typografica, Lisboa 1777 (archive.org).